# Гвин (Мичиген)
Гвин (Мичиген) (енгл. Gwinn) насељено је место без административног статуса у америчкој савезној држави Мичиген.

## Демографија
По попису из 2010. године број становника је 1.917, што је 48 (-2,4%) становника мање него 2000. године.
| Група             | 2000.         | 2010.         |
| Белци             | 1.854 (94,4%) | 1.769 (92,3%) |
| Афроамериканци    | 18 (0,9%)     | 19 (1,0%)     |
| Азијати           | 20 (1,0%)     | 18 (0,9%)     |
| Хиспаноамериканци | 18 (0,9%)     | 33 (1,7%)     |
| Укупно            | 1.965         | 1.917         |